# Duff Cooper Prize
Der Duff Cooper Prize ist ein britischer Literaturpreis. Er wurde im Gedenken an den Diplomaten Alfred Duff Cooper, 1. Viscount Norwich ins Leben gerufen und seit 1956 jährlich für ein politisches, historisches, biografisches oder (seltener) lyrisches Werk verliehen. Der Preis ist mit £ 5000 dotiert.

## Preisträger
- 1956: Alan Moorehead, Gallipoli
- 1957: Lawrence Durrell, Bitter Lemons
- 1958: John Betjeman, Collected Poems
- 1959: Patrick Leigh Fermor Mani
- 1960: Andrew Young Collected Poems
- 1961: Jocelyn Baines Joseph Conrad
- 1962: Michael Howard, The Franco-Prussian War
- 1963: Aileen Ward, John Keats: The Making of a Poet
- 1964: Ivan Morris, The World of the Shining Prince
- 1965: George D. Painter, Marcel Proust
- 1966: Nirad C. Chaudhuri, The Continent of Circe
- 1967: J. A. Baker, The Peregrine
- 1968: Roy Fuller, New Poems
- 1969: John Gross, The Man of Letters
- 1970: Enid McLeod, Charles of Orleans
- 1971: Geoffrey Grigson, Discoveries of Bones and Stones
- 1972: Quentin Bell, Virginia Woolf
- 1973: Robin Lane Fox, Alexander the Great
- 1974: Jon Stallworthy, Wilfred Owen
- 1975: Seamus Heaney, North
- 1976: Denis Mack Smith, Mussolini’s Roman Empire
- 1977: E. R. Dodds, Missing Persons
- 1978: Mark Girouard, Life in the English Country House
- 1979: Geoffrey Hill, Tenebrae
- 1980: Robert Bernard Martin, Tennyson, The Unquiet Heart
- 1981: Victoria Glendinning, Edith Sitwell
- 1982: Richard Ellmann, James Joyce
- 1983: Peter Porter, Collected Poems
- 1984: Hilary Spurling, Ivy When Young: The Early Life of Ivy Compton-Burnett, 1884–1919
- 1985: Ann Thwaite, Edmund Gosse
- 1986: Alan Crawford, C. R. Ashbee
- 1987: Robert Studley Forrest Hughes, The Fatal Shore
- 1988: Humphrey Carpenter, The Life of Ezra Pound
- 1989: Ian Gibson, Federico Garcia Lorca
- 1990: Hugh Cecil und Mirabel Cecil, Clever Hearts
- 1991: Ray Monk, Ludwig Wittgenstein
- 1992: Peter Hennessy, Never Again
- 1993: John Keegan, A History of Warfare
- 1994: David Gilmour, Curzon
- 1995: Gitta Sereny, Albert Speer: His Battle with Truth
- 1996: Diarmaid MacCulloch, Cranmer
- 1997: James Buchan, Frozen Desire
- 1998: Richard Holmes, Coleridge: Darker Reflections
- 1999: Adam Hochschild, King Leopold’s Ghost
- 2000: Robert Skidelsky, John Maynard Keynes
- 2001: Margaret MacMillan, Peacemakers: The Paris Peace Conference of 1919 and Its Attempt to End War
- 2002: Jane Ridley, The Architect and his Wife
- 2003: Anne Applebaum, Gulag: A History
- 2004/05: Mark Mazower, Salonica: City of Ghosts
- 2006: Maya Jasanoff, Edge of Empire: Conquest and Collecting on the Eastern Frontiers of the British Empire
- 2007: William Dalrymple, The Last Mughal
- 2008: Graham Robb, The Discovery of France
- 2009: Kai Bird und Martin J. Sherwin, American Prometheus: The Triumph and Tragedy of J. Robert Oppenheimer
- 2010: Robert John Service, Trotsky: A Biography
- 2011: Sarah Bakewell, How to Live: A Life of Montaigne
- 2012: Robert Douglas Fairhurst, Becoming Dickens: The Invention of a Novelist
- 2013: Sue Prideaux, Strindberg – A Life
- 2014: Lucy Hughes-Hallett, The Pike: Gabriele D’Annunzio
- 2015: Patrick McGuinness, Other People’s Countries: A Journey into Memory
- 2016: Ian Bostridge, Schubert’s Winter Journey: Anatomy of an Obsession
- 2017: Christopher de Hamel, Meetings with Remarkable Manuscripts
- 2018: Anne Applebaum, Red Famine: Stalin’s War on Ukraine
- 2019: Julian T. Jackson, De Gaulle
- 2020: John Barton, A History of the Bible
- 2021: Judith Herrin, Ravenna: Crucible of Europe
- 2022: Mark Mazower, The Greek Revolution: 1821 and the Making of Modern Europe
- 2023: Anna Keay, The Restless Republic: Britain without a Crown
- 2024: Julian Jackson, France on Trial: The Case of Marshal Pétain
- 2025: Sue Prideaux, Wild Thing: A Life of Paul Gauguin